# Temporada 1987-88 de los Utah Jazz
La temporada 1987-88 fue la decimocuarta de los Jazz en la NBA, y la novena en su ubicación en Salt Lake City, tras cinco temporadas en Nueva Orleans. La temporada regular acabó con 47 victorias y 35 derrotas, ocupando el quinto puesto de la Conferencia Oeste, clasificádose para los playoffs, en los que cayeron en semifinales de conferencia ante Los Angeles Lakers.

## Elecciones en elDraft
| Ronda | Puesto | Jugador       | Posición | Nacionalidad   | Universidad     |
| ----- | ------ | ------------- | -------- | -------------- | --------------- |
| 1     | 15     | Piculín Ortiz | Pívot    | Puerto Rico    | Oregon State    |
| 3     | 68     | Billy Donovan | Base     | Estados Unidos | Providence      |
| 5     | 107    | Bart Kofoed   | Base     | Estados Unidos | Nevada-Kearney* |

## Temporada regular
| División Medio Oeste | División Medio Oeste | División Medio Oeste | División Medio Oeste | División Medio Oeste | División Medio Oeste | División Medio Oeste | División Medio Oeste | División Medio Oeste |
| Equipo               | G                    | P                    | %                    | PD                   | Casa                 | Fuera                | Div                  |                      |
| -------------------- | -------------------- | -------------------- | -------------------- | -------------------- | -------------------- | -------------------- | -------------------- | -------------------- |
| y-Denver Nuggets     | 54                   | 28                   | .659                 | –                    | 35–6                 | 19–22                | 18–12                |                      |
| x-Dallas Mavericks   | 53                   | 29                   | .646                 | 1                    | 33–8                 | 20–21                | 20–10                |                      |
| x-Utah Jazz          | 47                   | 35                   | .573                 | 7                    | 33–8                 | 14–27                | 18–12                |                      |
| x-Houston Rockets    | 46                   | 36                   | .561                 | 8                    | 31–10                | 15–26                | 13–17                |                      |
| x-San Antonio Spurs  | 31                   | 51                   | .378                 | 23                   | 23–18                | 8–33                 | 12–18                |                      |
| Sacramento Kings     | 24                   | 58                   | .293                 | 30                   | 19–22                | 5–36                 | 9–21                 |                      |

## Playoffs

### Primera ronda
Portland Trail Blazers vs. Utah Jazz 
| Fecha       | Partido                                   | Ciudad         |
| ----------- | ----------------------------------------- | -------------- |
| 28 de abril | Portland Trail Blazers 108, Utah Jazz 96  | Portland       |
| 30 de abril | Portland Trail Blazers 105, Utah Jazz 114 | Portland       |
| 4 de mayo   | Utah Jazz 113, Portland Trail Blazers 108 | Salt Lake City |
| 6 de mayo   | Utah Jazz 111, Portland Trail Blazers 96  | Salt Lake City |
|             | Utah Jazz gana las series 3-1             |                |

### Semifinales de Conferencia
Los Angeles Lakers vs. Utah Jazz 
| Fecha      | Partido                                | Ciudad         |
| ---------- | -------------------------------------- | -------------- |
| 8 de mayo  | Los Angeles Lakers 110, Utah Jazz 91   | Los Angeles    |
| 10 de mayo | Los Angeles Lakers 97, Utah Jazz 101   | Los Angeles    |
| 13 de mayo | Utah Jazz 96, Los Angeles Lakers 89    | Salt Lake City |
| 15 de mayo | Utah Jazz 100, Los Angeles Lakers 113  | Salt Lake City |
| 17 de mayo | Los Angeles Lakers 111, Utah Jazz 109  | Los Angeles    |
| 19 de mayo | Utah Jazz 108, Los Angeles Lakers 80   | Salt Lake City |
| 21 de mayo | Los Angeles Lakers 109, Utah Jazz 98   | Los Angeles    |
|            | Los Angeles Lakers gana las series 4-3 |                |

## Estadísticas
| Rk | Jugador          | Edad | P  | PT | MP   | TC   | TCI  | %TC  | T3  | T3I | %T3  | TL  | TLI | %TL   | RO  | RD  | RT   | AS   | RB  | TAP | BP  | FP  | PTS  |
| -- | ---------------- | ---- | -- | -- | ---- | ---- | ---- | ---- | --- | --- | ---- | --- | --- | ----- | --- | --- | ---- | ---- | --- | --- | --- | --- | ---- |
| 1  | Karl Malone      | 24   | 82 | 82 | 39.0 | 10.5 | 20.1 | .520 | 0.0 | 0.1 | .000 | 6.7 | 9.6 | .700  | 3.4 | 8.6 | 12.0 | 2.4  | 1.4 | 0.6 | 4.0 | 3.6 | 27.7 |
| 2  | John Stockton    | 25   | 82 | 79 | 34.7 | 5.5  | 9.6  | .574 | 0.3 | 0.8 | .358 | 3.3 | 4.0 | .840  | 0.7 | 2.2 | 2.9  | 13.8 | 3.0 | 0.2 | 3.2 | 3.0 | 14.7 |
| 3  | Thurl Bailey     | 26   | 82 | 10 | 34.2 | 7.7  | 15.7 | .492 | 0.0 | 0.0 | .333 | 4.1 | 5.0 | .826  | 1.6 | 4.8 | 6.5  | 1.9  | 0.6 | 1.5 | 2.3 | 2.3 | 19.6 |
| 4  | Mark Eaton       | 31   | 82 | 82 | 33.3 | 2.8  | 6.6  | .418 | 0.0 | 0.0 |      | 1.5 | 2.3 | .623  | 2.8 | 5.9 | 8.7  | 0.7  | 0.5 | 3.7 | 1.6 | 3.9 | 7.0  |
| 5  | Bob Hansen       | 27   | 81 | 51 | 22.2 | 3.9  | 7.5  | .517 | 0.4 | 1.2 | .330 | 1.4 | 1.9 | .743  | 0.8 | 1.5 | 2.3  | 2.2  | 0.8 | 0.1 | 1.1 | 2.4 | 9.6  |
| 6  | Darrell Griffith | 29   | 52 | 11 | 20.2 | 4.8  | 11.3 | .429 | 0.5 | 2.0 | .275 | 1.1 | 1.8 | .641  | 0.7 | 1.8 | 2.4  | 1.8  | 1.0 | 0.1 | 1.3 | 2.0 | 11.3 |
| 7  | Kelly Tripucka   | 28   | 49 | 21 | 19.9 | 2.8  | 6.2  | .459 | 0.6 | 1.5 | .419 | 1.2 | 1.4 | .868  | 0.6 | 1.8 | 2.4  | 2.1  | 0.7 | 0.1 | 1.4 | 1.4 | 7.5  |
| 8  | Carey Scurry     | 25   | 29 | 0  | 15.4 | 1.9  | 4.0  | .466 | 0.1 | 0.3 | .375 | 0.9 | 1.3 | .692  | 1.0 | 1.8 | 2.8  | 1.7  | 1.6 | 0.8 | 1.4 | 2.7 | 4.8  |
| 9  | Marc Iavaroni    | 31   | 81 | 71 | 15.3 | 1.8  | 3.8  | .464 | 0.0 | 0.0 | .000 | 1.0 | 1.2 | .788  | 1.2 | 2.1 | 3.3  | 0.8  | 0.3 | 0.3 | 1.0 | 2.0 | 4.5  |
| 10 | Rickey Green     | 33   | 81 | 3  | 13.8 | 1.9  | 4.6  | .424 | 0.0 | 0.2 | .211 | 0.9 | 1.0 | .904  | 0.2 | 0.8 | 1.0  | 3.7  | 0.7 | 0.0 | 1.2 | 1.0 | 4.9  |
| 11 | Melvin Turpin    | 27   | 79 | 0  | 12.8 | 2.5  | 4.9  | .512 | 0.0 | 0.0 | .333 | 0.9 | 1.2 | .724  | 1.1 | 1.9 | 3.0  | 0.4  | 0.3 | 0.9 | 0.9 | 2.0 | 5.9  |
| 12 | Scott Roth       | 24   | 26 | 0  | 7.7  | 1.2  | 2.8  | .405 | 0.1 | 0.4 | .182 | 0.8 | 1.2 | .733  | 0.3 | 0.8 | 1.1  | 0.6  | 0.5 | 0.0 | 0.4 | 1.4 | 3.2  |
| 13 | Darryl Dawkins   | 31   | 4  | 0  | 6.5  | 0.3  | 1.8  | .143 | 0.0 | 0.0 |      | 1.0 | 3.0 | .333  | 0.5 | 0.8 | 1.3  | 0.3  | 0.0 | 0.3 | 1.0 | 2.5 | 1.5  |
| 14 | Bart Kofoed      | 23   | 36 | 0  | 6.3  | 0.5  | 1.3  | .375 | 0.1 | 0.2 | .286 | 0.2 | 0.4 | .615  | 0.1 | 0.3 | 0.4  | 0.6  | 0.2 | 0.0 | 0.5 | 1.2 | 1.3  |
| 15 | Eddie Hughes     | 27   | 11 | 0  | 3.8  | 0.5  | 1.2  | .385 | 0.1 | 0.5 | .167 | 0.5 | 0.5 | 1.000 | 0.3 | 0.1 | 0.4  | 0.7  | 0.0 | 0.0 | 0.5 | 0.5 | 1.5  |

## Galardones y récords
| Jugador       | Galardón                                                                     |
| Karl Malone   | 2.º Mejor quinteto de la NBA 2.º Mejor quinteto defensivo de la NBA All-Star |
| John Stockton | 2.º Mejor quinteto de la NBA                                                 |
| Mark Eaton    | 2.º Mejor quinteto defensivo de la NBA                                       |